# Symplocos glabriramifera
Symplocos glabriramifera är en tvåhjärtbladig växtart som beskrevs av Nooteboom. Symplocos glabriramifera ingår i släktet Symplocos och familjen Symplocaceae. Inga underarter finns listade i Catalogue of Life.